# Élections locales britanniques de 2025
Les élections locales britanniques de 2025 se déroulent le 1er mai 2025 en Angleterre afin de renouveler 1 641 sièges de conseillers dans 24 autorités locales ainsi que tous les sièges de 14 conseils de comté et de huit d'autorités unitaires. Il s'agit des premières élections locales depuis les élections générales de 2024 et les premières sous le gouvernement travailliste du Premier ministre Keir Starmer,.
Les résultats voient une large victoire pour Reform UK qui remporte le plus grand nombre de sièges et prend le contrôle d'un certain nombre de collectivités locales. Le Parti travailliste au pouvoir et le Parti conservateur dans l'opposition subissent des pertes historiques. C'était la première fois que le Parti travailliste arrive en quatrième position lors d'une élection locale. Les libéraux-démocrates réalisent des gains importants en remportant trois nouveaux conseils et plus de sièges que les conservateurs pour la deuxième élection locale d'affilée.